# Premio Nacional de Fotografía (Colombia)
El Premio Nacional de Fotografía de Colombia es un reconocimiento otorgado por el Ministerio de Cultura de Colombia a un fotógrafo o fotógrafa colombiana cuya obra haya destacado por su calidad artística, innovación y aporte significativo a la fotografía en el país. Este premio busca resaltar el trabajo de los fotógrafos nacionales y promover el desarrollo y la visibilidad de la fotografía como medio de expresión cultural. Actualmente se entrega año a año en el marco de los Premios Nacionales de Cultura, a través de la estrategia de "Programa de Estímulos" del Ministerio de Cultura de Colombia. Está destinado a fotógrafas(os) y artistas plásticas(os) y visuales de más de 40 años, con una trayectoria superior a los 10 años, que presenten una serie fotográfica con temática libre.

## Premiados
| Año  | Premiado                       | Origen                                                      | Comentarios |
| ---- | ------------------------------ | ----------------------------------------------------------- | --- |
| 2017 | Fernando Cano Busquets         | Bogotá, D. C.                                               | Premio otorgado por su serie fotográfica “País, Homenaje en Blanco y Negro”. |
| 2018 | Jesús Abad Colorado            | Medellín, Antioquia                                         | Premio otorgado por su serie fotográfica “Mata que Dios perdona”. |
| 2019 | Viki Ospina                    | Barranquilla, Atlántico                                     | Premio otorgado por su serie fotográfica “Plaza de Mercado La Concordia”. |
| 2020 | Sebastián Fonnegra Trujillo    | Bogotá, D. C.                                               | Premio otorgado por su serie fotográfica “Desierto”. |
| 2021 | Iván Darío Herrera Gómez       | Bogotá, D. C.                                               | |
| 2022 | Juan Camilo Segura Escobar     | Bogotá, D. C.                                               | Premio otorgado por su serie fotográfica “Vestigios”. |
| 2023 | Javier Mauricio Vanegas Torres | Bogotá, D. C.                                               | Premio otorgado por su serie fotográfica “IALUNA 2.0: El retorno del jaguar, protector del corazón de la tierra”                                                                                                 |
| 2023 | Susana Carrié Martínez         | Radicada en Bogotá, D. C.. (Nacida en Falcón, Venezuela)    | Premio otorgado por su serie fotográfica “Bogotham, arquificciones memorables, nuevas ruinas y alegorías.” Galardón dirigido para mujeres, denominado "Premio Nacional para Mujeres Fotógrafas con Trayectoria". |
| 2024 | María Elvira Escallón Vélez    | Radicada en Bogotá, D. C.. (Nacida en Londres, Reino Unido) | Premio otorgado por su serie fotográfica “Dispositivos”. |
| 2024 | Juan Cristóbal Cobo Sainz      | Cali, Valle del Cauca                                       | Premio otorgado por su serie fotográfica “Desvanecimientos”. |

## Galardonados por origen
| Departamento    | Número de galardonados |
| --------------- | ---------------------- |
| Bogotá, D. C.   | 7                      |
| Antioquia       | 1                      |
| Atlántico       | 1                      |
| Valle del Cauca | 1                      |